# Allan Gurganus
Allan Gurganus (* 11. Juni 1947 in Rocky Mount, North Carolina) ist ein amerikanischer Schriftsteller.

## Leben
Gurganus wuchs im ländlichen North Carolina auf, wo auch die meisten seiner Romane und Kurzgeschichten angesiedelt sind. Er studierte zunächst Malerei an der University of Pennsylvania und der Pennsylvania Academy of the Fine Arts. Im Vietnamkrieg diente er drei Jahre als Matrose in der U.S. Navy und begann in dieser Zeit mit dem Schreiben. Nach dem Ende seines Wehrdiensts schrieb er sich zunächst im Creative-Writing-Kurs des Sarah Lawrence College ein, anschließend am Iowa Writers’ Workshop; zu seinen Lehrern zählten unter anderem Grace Paley, Stanley Elkins sowie John Cheever. Später lehrte er selbst kreatives Schreiben in Iowa, in Stanford sowie an der Duke-Universität.
Sein bekanntestes Werk ist der 1989 erschienene Debütroman Oldest Living Confederate Widow Tells All (dt. Die älteste noch lebende Rebellenwitwe erzählt), der mit mehr als vier Millionen verkauften Exemplaren für acht Monate auf der The New York Times Best Seller list war und mit dem Sue-Kaufman-Preis der American Academy of Arts and Letters ausgezeichnet wurde. Von CBS für das Fernsehen verfilmt, gewann Cicely Tyson einen Emmy Award als beste Nebendarstellerin in der Rolle der befreiten Sklavin Castalia. Ferner wurde der Roman im Jahr 2003 auch mit Ellen Burstyn in einem Ein-Frauen-Stück für den Broadway adaptiert. Sein zweiter Roman Plays  Well with Others erschien 1997, daneben veröffentlichte er zahlreiche Kurzgeschichten in Zeitschriften wie The New Yorker, The Atlantic Monthly und The Paris Review.
Gurganus bezog des Öfteren politisch Position, so auch gegen den Irak-Krieg, wozu er seine Vietnam-Erfahrungen in einem Essay für die New York Times im April 2003 verarbeitete – wenige Wochen nach dem Einmarsch.
Nach einigen Jahren Aufenthalt in New York City lebt Gurganus nun wieder als freier Schriftsteller in North Carolina.

## Auszeichnungen
- 1990: Sue Kaufman Prize for First Fiction (für Oldest Living Confederate Widow Tells All)
- 1992: Los Angeles Times Book Prize (für White People)
- 2001: Lambda Literary Award (für The Practical Heart)
- 2006: Guggenheim-Stipendium[2]
- 2007: Mitglied der American Academy of Arts and Letters[3]
- Fellow der American Academy of Arts and Sciences[4]

## Werke

### Romane
- Oldest Living Confederate Widow Tells All. Alfred A. Knopf, New York 1989. ISBN 0-394-54537-0
  - dt. Die älteste noch lebende Rebellenwitwe erzählt. Deutsch von Rudolf Hermstein. Goldmann, München 1992. ISBN 3-442-30395-8
- Plays Well with Others. Alfred A. Knopf, New York 1997.
  - dt. Die wilden Jahre. Deutsch von Bernd Samland. Goldmann, München 2000. ISBN 3-442-54096-8

### Kurzprosa
- White People. Alfred A. Knopf, New York 1991. ISBN 0-394-58841-X
  - dt. Schwarz und Weiß. Deutsch von Werner Richter. Goldmann, München 1993. ISBN 3-442-09855-6
- Blessed Assurance. North Carolina Wesleyan College Press, Rocky Mount NC 1990.
  - dt. Letzte Sicherheit. Deutsch von Werner Richter. Goldmann, München 1993. ISBN 3-442-30473-3
- The Practical Heart. North Carolina Wesleyan College Press, Rocky Mount 1993.
  - dt. Muriels Lachen. Deutsch von Rudolf Hermstein. Goldmann, München 1997.
- The Practical Heart. Alfred A. Knopf, New York 2001. ISBN 0-679-43763-0
  - dt. Hiobs Reisen. Deutsch von Rudolf Hermstein und Olaf Matthias Roth. Goldmann, München 2004 ISBN 3-442-45410-7
- Local Souls. W.W. Norton & Company, New York 2013. ISBN 978-0-87140-379-7

## Sekundärliteratur
- William Giraldi: The Searing: On the Fiction of Allan Gurganus. In: Salmagundi 177, 2013, S. 65–75.
- William Giraldi: The Dead Give Him Stories: The Return of Allan Gurganus. In: Oxford American 82, August 2013, S. 52–64.
- Thomas Mallon: Big Talker: The Voices of Allan Gurganus. In: The New Yorker, 7. Oktober 2013, S. 78–81.